# Euthalia viridibasis
Euthalia viridibasis är en fjärilsart som beskrevs av Hans Fruhstorfer 1906. Euthalia viridibasis ingår i släktet Euthalia och familjen praktfjärilar. Inga underarter finns listade i Catalogue of Life.